# Liste des mammifères à Saint-Martin
Pour des articles plus généraux, voir Liste des mammifères en France, Liste des mammifères aux Pays-Bas, Liste des mammifères en Amérique du Nord et Faune à Saint-Martin.

Carte topographique de Saint-Martin.

Localisation de Saint-Martin en Amérique du Nord.

Cette liste commentée recense la mammalofaune à Saint-Martin. Elle répertorie les espèces de mammifères saint-martinois actuels et celles qui ont été récemment classifiées comme éteintes (à partir de l'Holocène, depuis donc 11 700 ans av. J.‑C.). Cette liste comporte 45 espèces réparties en sept ordres et vingt familles, dont une est « éteinte », trois sont « vulnérables » et onze ont des « données insuffisantes » pour être classées (selon les critères de la liste rouge de l'UICN au niveau mondial).
Elle contient au moins neuf espèces introduites sur ce territoire, qui sont plus ou moins bien acclimatées. Il peut contenir aussi des animaux non reconnus par la liste rouge de l'UICN (un mammifère ici) et ils sont classés en « non évalué » : cela étant dû notamment au manque de données, à des espèces domestiques, disparues ou éteintes avant le XVIe siècle. Il n'existe plus à Saint-Martin d'espèce de mammifère endémique : Oryzomys sp. s'est éteint au début de l'Holocène. De plus, il n'y a de sous-espèce endémique.

## Statuts de la liste rouge de l'UICN
Les statuts de conservation utilisés par la liste rouge de l'UICN mondiale sont :
| (EX) | Éteint                  | Il n'y a pas le moindre doute sur le fait que le dernier spécimen recensé est mort.                                                                   |
| (EW) | Éteint à l'état sauvage | L'espèce est connue uniquement en captivité ou en tant que population naturalisée bien en dehors de son ancienne aire de répartition.                 |
| (CR) | En danger critique      | L'espèce risque prochainement de s'éteindre à l'état sauvage.                                                                                         |
| (EN) | En danger               | L'espèce fait face à un très gros risque d'extinction à l'état sauvage.                                                                               |
| (VU) | Vulnérable              | L'espèce fait face à un gros risque d'extinction à l'état sauvage.                                                                                    |
| (NT) | Quasi menacé            | L'espèce ne satisfait pas un ou plusieurs des critères prévus qui permettraient de la catégoriser, mais pourrait risquer de s'éteindre dans le futur. |
| (LC) | Préoccupation mineure   | Il n'y a pas de risque identifiable pour l'espèce. |
| (DD) | Données insuffisantes   | Il n'y a pas d'information adéquate qui permettraient de faire une évaluation des risques pour cette espèce.                                          |
| (NE) | Non évalué              | L'espèce n'a pas encore été confrontée aux critères précédents, n'est pas reconnue par l'UICN ou bien s'est éteinte avant le XVIe siècle.             |

## Ordre:Siréniens

### Famille:Trichéchidés
| Nom vulgaire, nom binominal et citation d'auteurs       | Origine et statut à Saint-Martin | Aire de répartition                          | Statut UICN mondial | Image                 |
| ------------------------------------------------------- | -------------------------------- | -------------------------------------------- | ------------------- | --------------------- |
| Lamantin des Caraïbes Trichechus manatus Linnaeus, 1758 | Autochtone (Disparu),            | Aire de répartition du Lamantin des Caraïbes | [ 2 ]               | Lamantin des Caraïbes |

## Ordre:Primates

### Famille:Cercopithécidés
| Nom vulgaire, nom binominal et citation d'auteurs | Origine et statut à Saint-Martin | Aire de répartition                | Statut UICN mondial | Image       |
| ------------------------------------------------- | -------------------------------- | ---------------------------------- | ------------------- | ----------- |
| Vervet vert Chlorocebus sabaeus (Linnaeus, 1766)  | Allochtone (Introduit),          | Aire de répartition du Vervet vert | [ 4 ]               | Vervet vert |

### Famille:Hominidés
| Nom vulgaire, nom binominal et citation d'auteurs | Origine et statut à Saint-Martin | Aire de répartition                    | Statut UICN mondial | Image         |
| ------------------------------------------------- | -------------------------------- | -------------------------------------- | ------------------- | ------------- |
| Homme moderne Homo sapiens Linnaeus, 1758         | Allochtone,                      | Aire de répartition de l'Homme moderne | [ 6 ]               | Homme moderne |

## Ordre:Rodentiens

### Famille:Cricétidés
| Nom vulgaire, nom binominal et citation d'auteurs | Origine et statut à Saint-Martin    | Aire de répartition    | Statut UICN mondial | Image                  |
| ------------------------------------------------- | ----------------------------------- | ---------------------- | ------------------- | ---------------------- |
| Oryzomys sp. Baird, 1857                          | Autochtone (Endémique mais éteint), | Illustration manquante | (NE)                | Illustration manquante |

### Famille:Muridés
| Nom vulgaire, nom binominal et citation d'auteurs | Origine et statut à Saint-Martin      | Aire de répartition                    | Statut UICN mondial | Image        |
| ------------------------------------------------- | ------------------------------------- | -------------------------------------- | ------------------- | ------------ |
| Souris grise Mus musculus Linnaeus, 1758          | Allochtone (Introduit)                | Aire de répartition de la Souris grise | [ 9 ]               | Souris grise |
| Rat surmulot Rattus norvegicus (Berkenhout, 1769) | Allochtone (Peut-être non acclimaté), | Aire de répartition du Rat surmulot    | [ 10 ]              | Rat surmulot |
| Rat noir Rattus rattus (Linnaeus, 1758)           | Allochtone (Introduit)                | Aire de répartition du Rat noir        | [ 11 ]              | Rat noir     |

## Ordre:Chiroptères

### Famille:Molossidés
| Nom vulgaire, nom binominal et citation d'auteurs            | Origine et statut à Saint-Martin | Aire de répartition                       | Statut UICN mondial | Image              |
| ------------------------------------------------------------ | -------------------------------- | ----------------------------------------- | ------------------- | ------------------ |
| Molosse commun Molossus molossus (Pallas, 1766)              | Autochtone,                      | Aire de répartition du Molosse commun     | [ 13 ]              | Molosse commun     |
| Tadaride du Brésil Tadarida brasiliensis (I. Geoffroy, 1824) | Autochtone                       | Aire de répartition du Tadaride du Brésil | [ 14 ]              | Tadaride du Brésil |

### Famille:Natalidés
| Nom vulgaire, nom binominal et citation d'auteurs | Origine et statut à Saint-Martin | Aire de répartition    | Statut UICN mondial | Image             |
| ------------------------------------------------- | -------------------------------- | ---------------------- | ------------------- | ----------------- |
| Natalide isabelle Natalus stramineus Gray, 1838   | Autochtone                       | Illustration manquante | [ 15 ]              | Natalide isabelle |

### Famille:Noctilionidés
| Nom vulgaire, nom binominal et citation d'auteurs     | Origine et statut à Saint-Martin | Aire de répartition                      | Statut UICN mondial | Image             |
| ----------------------------------------------------- | -------------------------------- | ---------------------------------------- | ------------------- | ----------------- |
| Noctilion pêcheur Noctilio leporinus (Linnaeus, 1758) | Autochtone                       | Aire de répartition du Noctilion pêcheur | [ 16 ]              | Noctilion pêcheur |

### Famille:Phyllostomidés
| Nom vulgaire, nom binominal et citation d'auteurs             | Origine et statut à Saint-Martin | Aire de répartition                                  | Statut UICN mondial | Image                     |
| ------------------------------------------------------------- | -------------------------------- | ---------------------------------------------------- | ------------------- | ------------------------- |
| Brachyphylle des cavernes Brachyphylla cavernarum Gray, 1834  | Autochtone                       | Aire de répartition de la Brachyphylle des cavernes  | [ 17 ]              | Brachyphylle des cavernes |
| Fer de lance de la Barbade Monophyllus plethodon Miller, 1900 | Autochtone                       | Aire de répartition du Fer de lance de la Barbade    | [ 18 ]              | Illustration manquante    |
| Macrotus waterhousii Gray, 1843                               | Autochtone (Disparu)             | Aire de répartition de Macrotus waterhousii          | [ 20 ]              |                           |
| Ardops des petites Antilles Ardops nichollsi (Thomas, 1891)   | Autochtone                       | Aire de répartition de l'Ardops des petites Antilles | [ 21 ]              | Illustration manquante    |
| Fer de lance commun Artibeus jamaicensis Leach, 1821          | Autochtone                       | Aire de répartition du Fer de lance commun           | [ 22 ]              | Fer de lance commun       |

## Ordre:Cétacés

### Famille:Balænoptéridés
| Nom vulgaire, nom binominal et citation d'auteurs          | Origine et statut à Saint-Martin | Aire de répartition                        | Statut UICN mondial | Image            |
| ---------------------------------------------------------- | -------------------------------- | ------------------------------------------ | ------------------- | ---------------- |
| Baleine de Minke Balaenoptera acutorostrata Lacépède, 1804 | Autochtone                       | Aire de répartition de la Baleine de Minke | [ 23 ]              | Baleine de Minke |
| Rorqual de Bryde Balaenoptera edeni Anderson, 1879         | Autochtone,                      | Aire de répartition du Rorqual de Bryde    | [ 24 ]              | Rorqual de Bryde |
| Baleine à bosse Megaptera novaeangliae (Borowski, 1781)    | Autochtone                       | Aire de répartition de la Baleine à bosse  | [ 25 ]              | Baleine à bosse  |

### Famille:Delphinidés
| Nom vulgaire, nom binominal et citation d'auteurs                    | Origine et statut à Saint-Martin | Aire de répartition                                     | Statut UICN mondial | Image                            |
| -------------------------------------------------------------------- | -------------------------------- | ------------------------------------------------------- | ------------------- | -------------------------------- |
| Dauphin commun Delphinus delphis Linnaeus, 1758                      | Erratique,                       | Aire de répartition du Dauphin commun                   | [ 27 ]              | Dauphin commun                   |
| Orque pygmée Feresa attenuata Gray, 1874                             | Autochtone                       | Aire de répartition de l'Orque pygmée                   | [ 28 ]              | Orque pygmée                     |
| Globicéphale tropical Globicephala macrorhynchus Gray, 1846          | Autochtone                       | Aire de répartition du Globicéphale tropical            | [ 29 ]              | Globicéphale tropical            |
| Dauphin de Risso Grampus griseus (G. Cuvier, 1812)                   | Erratique                        | Aire de répartition du Dauphin de Risso                 | [ 31 ]              | Dauphin de Risso                 |
| Dauphin de Fraser Lagenodelphis hosei Fraser, 1956                   | Autochtone                       | Aire de répartition du Dauphin de Fraser                | [ 33 ]              | Dauphin de Fraser                |
| Orque Orcinus orca (Linnaeus, 1758)                                  | Autochtone                       | Aire de répartition de l'Orque                          | [ 34 ]              | Orque                            |
| Péponocéphale Peponocephala electra (Gray, 1846)                     | Autochtone                       | Aire de répartition du Péponocéphale                    | [ 35 ]              | Péponocéphale                    |
| Fausse Orque Pseudorca crassidens (Owen, 1846)                       | Autochtone                       | Aire de répartition de la Fausse Orque                  | [ 36 ]              | Fausse Orque                     |
| Dauphin tacheté pantropical Stenella attenuata (Gray, 1846)          | Autochtone                       | Aire de répartition du Dauphin tacheté pantropical.     | [ 37 ]              | Dauphin tacheté pantropical.     |
| Dauphin clymène Stenella clymene (Gray, 1850)                        | Autochtone                       | Aire de répartition du Dauphin clymène                  | [ 38 ]              | Dauphin clymène                  |
| Dauphin bleu et blanc Stenella coeruleoalba (Meyen, 1833)            | Autochtone                       | Aire de répartition du Dauphin bleu et blanc            | [ 39 ]              | Dauphin bleu et blanc            |
| Dauphin tacheté de l'Atlantique Stenella frontalis (G. Cuvier, 1829) | Autochtone                       | Aire de répartition du Dauphin tacheté de l'Atlantique. | [ 40 ]              | Dauphin tacheté de l'Atlantique. |
| Dauphin à long bec Stenella longirostris (Gray, 1828)                | Autochtone                       | Aire de répartition du Dauphin à long bec               | [ 41 ]              | Dauphin à long bec               |
| Sténo Steno bredanensis (G. Cuvier in Lesson, 1828)                  | Autochtone                       | Aire de répartition du Sténo                            | [ 42 ]              | Sténo                            |
| Grand Dauphin commun Tursiops truncatus (Montagu, 1821)              | Autochtone                       | Aire de répartition du Grand Dauphin commun             | [ 43 ]              | Grand Dauphin commun             |

### Famille:Kogiidés
| Nom vulgaire, nom binominal et citation d'auteurs  | Origine et statut à Saint-Martin | Aire de répartition                    | Statut UICN mondial | Image           |
| -------------------------------------------------- | -------------------------------- | -------------------------------------- | ------------------- | --------------- |
| Cachalot pygmée Kogia breviceps (Blainville, 1838) | Autochtone                       | Aire de répartition du Cachalot pygmée | [ 44 ]              | Cachalot pygmée |
| Cachalot nain Kogia sima (Owen, 1866)              | Autochtone                       | Aire de répartition du Cachalot nain   | [ 45 ]              | Cachalot nain   |

### Famille:Physétéridés
| Nom vulgaire, nom binominal et citation d'auteurs    | Origine et statut à Saint-Martin | Aire de répartition                   | Statut UICN mondial | Image          |
| ---------------------------------------------------- | -------------------------------- | ------------------------------------- | ------------------- | -------------- |
| Grand Cachalot Physeter macrocephalus Linnaeus, 1758 | Autochtone                       | Aire de répartition du Grand Cachalot | [ 46 ]              | Grand Cachalot |

### Famille:Ziphiidés
| Nom vulgaire, nom binominal et citation d'auteurs                   | Origine et statut à Saint-Martin | Aire de répartition                               | Statut UICN mondial | Image                    |
| ------------------------------------------------------------------- | -------------------------------- | ------------------------------------------------- | ------------------- | ------------------------ |
| Mésoplodon de Blainville Mesoplodon densirostris (Blainville, 1817) | Autochtone                       | Aire de répartition du Mésoplodon de Blainville   | [ 48 ]              | Mésoplodon de Blainville |
| Mésoplodon de Gervais Mesoplodon europaeus (Gervais, 1855)          | Autochtone                       | Aire de répartition du Mésoplodon de Gervais      | [ 50 ]              | Mésoplodon de Gervais    |
| Baleine à bec de Cuvier Ziphius cavirostris G. Cuvier, 1823         | Autochtone                       | Aire de répartition de la Baleine à bec de Cuvier | [ 51 ]              | Baleine à bec de Cuvier  |

## Ordre:Artiodactyles

### Famille:Bovidés
| Nom vulgaire, nom binominal et citation d'auteurs | Origine et statut à Saint-Martin     | Aire de répartition                     | Statut UICN mondial | Image         |
| ------------------------------------------------- | ------------------------------------ | --------------------------------------- | ------------------- | ------------- |
| Chèvre égagre Capra hircus Linnaeus, 1758         | Allochtone (Peut-être non acclimaté) | Aire de répartition de la Chèvre égagre | [ 53 ]              | Chèvre égagre |

## Ordre:Carnivores

### Famille:Canidés
| Nom vulgaire, nom binominal et citation d'auteurs | Origine et statut à Saint-Martin | Aire de répartition              | Statut UICN mondial | Image     |
| ------------------------------------------------- | -------------------------------- | -------------------------------- | ------------------- | --------- |
| Loup gris Canis lupus Linnaeus, 1758              | Allochtone (Introduit)           | Aire de répartition du Loup gris | [ 54 ]              | Loup gris |

### Famille:Procyonidés
| Nom vulgaire, nom binominal et citation d'auteurs | Origine et statut à Saint-Martin | Aire de répartition                 | Statut UICN mondial | Image        |
| ------------------------------------------------- | -------------------------------- | ----------------------------------- | ------------------- | ------------ |
| Raton laveur Procyon lotor (Linnaeus, 1758)       | Allochtone (Introduit)           | Aire de répartition du Raton laveur | [ 55 ]              | Raton laveur |

### Famille:Phocidés
| Nom vulgaire, nom binominal et citation d'auteurs             | Origine et statut à Saint-Martin | Aire de répartition    | Statut UICN mondial | Image                     |
| ------------------------------------------------------------- | -------------------------------- | ---------------------- | ------------------- | ------------------------- |
| Phoque moine des Caraïbes Neomonachus tropicalis (Gray, 1850) | Peut-être autochtone (Éteint),   | Illustration manquante | [ 56 ]              | Phoque moine des Caraïbes |

### Famille:Félidés
| Nom vulgaire, nom binominal et citation d'auteurs | Origine et statut à Saint-Martin | Aire de répartition                 | Statut UICN mondial | Image        |
| ------------------------------------------------- | -------------------------------- | ----------------------------------- | ------------------- | ------------ |
| Chat sauvage Felis silvestris Schreber, 1777      | Allochtone (Introduit)           | Aire de répartition du Chat sauvage | [ 58 ]              | Chat sauvage |

### Famille:Herpestidés
| Nom vulgaire, nom binominal et citation d'auteurs                 | Origine et statut à Saint-Martin | Aire de répartition                                 | Statut UICN mondial | Image                     |
| ----------------------------------------------------------------- | -------------------------------- | --------------------------------------------------- | ------------------- | ------------------------- |
| Petite Mangouste indienne Herpestes auropunctatus (Hodgson, 1836) | Allochtone (Introduit)           | Aire de répartition de la Petite Mangouste indienne | [ 59 ]              | Petite Mangouste indienne |